# هربرت استوتهارت
هربرت استوتهارت (به انگلیسی: Herbert Stothart) (زاده ۱۱ سپتامبر ۱۸۸۵ – درگذشته ۱ فوریه ۱۹۴۹) تنظیم‌کننده، ترانه‌سرا و آهنگساز آمریکایی و برنده جایزه اسکار بهترین موسیقی اوریژینال سال (۱۹۳۹) بود.

## فیلم‌شناسی
- Devil-May-Care (1929)
- راسپوتین و امپراتریس (۱۹۳۲)
- ملکه کریستینا (۱۹۳۳)
- برت‌های خیابان ویمپول (۱۹۳۴)
- What Every Woman Knows (1934)
- آنا کارنینا (۱۹۳۵)
- China Seas (۱۹۳۵)
- دیوید کاپرفیلد (نسخه ۱۹۳۵)
- شورش در بونتی (۱۹۳۵)
- ماریتای بدذات (musical score تنها؛ ترانه‌ها اثر Victor Herbert, Rida Johnson Young, و Gus Kahn بودند) (۱۹۳۵)
- شبی در اپرا (۱۹۳۵، که همچنین موسیقی به کاربرشده اثر جوزپه وردی، روجرو لئونکاوالو، و ناثیو ارب براون بودند، به همراه تعدادی ترانه توسط آرتور فرید)
- داستان دو شهر
- به دنبال مرد لاغر (۱۹۳۶)
- خاک خوب (۱۹۳۷)
- ماری آنتوانت (۱۹۳۸)
- Idiot's Delight (۱۹۳۹)
- جادوگر شهر از (جایزه اسکار: Best Original Score; songs توسط E.Y. Harburg و هارولد آرلن)
- Northwest Passage (1940 film توسط کینگ ویدور)
- غرور و تعصب (نسخه ۱۹۴۰)
- شکوفه در غبار (۱۹۴۱)
- خانم مینی‌ور (۱۹۴۲)
- کمدی انسانی (1943) [Musical Score]
- مادام کوری (۱۹۴۳)
- ولوت ملی (۱۹۴۴)
- Thirty Seconds Over Tokyo (۱۹۴۴)
- Dragon Seed (۱۹۴۴)
- صخره‌های سفید دوور (۱۹۴۴)
- تصویر دوریان گری (۱۹۴۵)
- They Were Expendable  (1945 فیلم جنگ جهانی دوم توسط جان فورد) (۱۹۴۵)
- The Green Years (۱۹۴۶)
- یک سالگی (تنظیم موسیقی فردریک دلیوس) (۱۹۴۶)
- The Sea of Grass (۱۹۴۷)
- تپه‌های وطن (۱۹۴۸)